# 德意志米歇爾

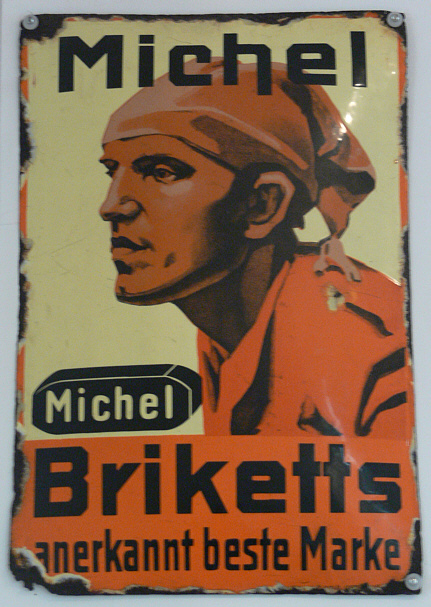
廿世紀初左右刻在搪瓷上的「米歇爾」（戴著典型的絨球尖頂帽）煤球商標廣告

德意志米歇爾（Deutscher Michel）是德國的擬人化形象，這個稱呼起源於近代，而至今也仍然可以在諷刺畫中找到。

## 描繪
戴著典型的睡帽（英語：nightcap 德語：Schlafmütze ）或者絨球帽的「德意志米歇爾」形象最早出現於19世紀上半葉，而這種形象與德意志文學作品的先驅相關。在19世紀40年代，「德意志米歇爾」就業已在德意志民間廣為人知。